# Phrynobatrachus phyllophilus
Phrynobatrachus phyllophilus és una espècie de granota que viu a Costa d'Ivori, Guinea, Libèria i Sierra Leone.
Està amenaçada d'extinció per la pèrdua del seu hàbitat natural.